# Agelaia areata
Agelaia areata är en getingart som först beskrevs av Thomas Say 1837.  Agelaia areata ingår i släktet Agelaia och familjen getingar. Inga underarter finns listade i Catalogue of Life.